# وی‌ورک
وی‌ورک (به انگلیسی: WeWork) شرکت آمریکایی است که فضاهای کار مشترک برای استارتاپ‌های فناوری ارایه می‌دهد و به کارآفرینان، نویسندگان آزاد و کسب و کارهای کوچک و بزرگ خدمات می‌دهد. این شرکت که مقر آن در نیویورک است در سال ۲۰۱۰ تأسیس شده و ارزش آن در سال ۲۰۱۹، ۴۷ میلیارد دلار بوده‌است.
وی‌ورک فضاهای کاری و خدمات اداری مشترک، به‌صورت فیزیکی و مجازی، برای کارآفرینان و شرکت‌ها طراحی و ارائه می‌کند. بیش از 100,000 عضو این شرکت به بیمه سلامت، شبکه اجتماعی داخلی، رویدادهای اجتماعی و کارگاه‌ها، و همچنین یک اردوی تابستانی سالانه دسترسی دارند. وی‌ورک بیش از 5,000 کارمند در بیش از 280 شعبه دارد که در 86 شهر و 32 کشور جهان پراکنده‌اند.
وی‌ورک در سال ۲۰۱۶ درآمدی معادل ۴۳۶ میلیون دلار داشت که این رقم در سال ۲۰۱۷ به ۸۸۶ میلیون دلار رسید، و بیش از ۹۰٪ این درآمد از عضویت‌ها حاصل شده بود.
در ژانویه ۲۰۱۹، این شرکت اعلام کرد که نام خود را به «شرکت وی» تغییر می‌دهد.
در ماه می ۲۰۰۸، آدام نیومان، که در اسرائیل متولد شده و در کیبوتس بزرگ شده بود، به همراه میگل مک‌کلووی، که در آمریکا و در یک کمون رشد یافته بود، شرکتی به نام «گرین‌دسک» را تأسیس کردند که یک فضای کار اشتراکی سازگار با محیط زیست در بروکلین بود. در سال ۲۰۱۰، نیومان و مک‌کلووی این کسب‌وکار را فروختند و وی‌ورک را با اولین شعبه خود در منطقه سوهو نیویورک راه‌اندازی کردند. این راه‌اندازی با بخشی از سرمایه‌گذاری جوئل شریبر، توسعه‌دهنده املاک و مستغلات در منهتن، همراه بود که ۳۳ درصد از سهام شرکت را به مبلغ ۱۵ میلیون دلار خریداری کرد. تا سال ۲۰۱۴، وی‌ورک به عنوان "سریع‌ترین مستأجر فضای اداری جدید در نیویورک" شناخته شد و در مسیر تبدیل شدن به "سریع‌ترین مستأجر فضای جدید در آمریکا" قرار داشت. نیومان به نیویورک دیلی نیوز گفت: "در دوران بحران اقتصادی، ساختمان‌های خالی و افرادی بودند که فریلنسینگ می‌کردند یا شرکت‌های جدیدی راه‌اندازی می‌کردند. من می‌دانستم که راهی برای هماهنگی بین این دو وجود دارد. اما چیزی که ما را متمایز می‌کند، جامعه است."